# McKellar (Ontario)
McKellar to gmina (ang. township) w Kanadzie, w prowincji Ontario, w dystrykcie Parry Sound.
Powierzchnia McKellar to 177,48 km². Według danych spisu powszechnego z roku 2001 McKellar liczy 933 mieszkańców (5,26 os./km²).